# Culturele prijs van Drenthe
De Culturele prijs van Drenthe werd in 1954 ingesteld door de Provinciale Staten van Drenthe.
De prijs wordt toegekend aan een persoon of instelling die bijzondere verdiensten heeft geleverd op cultureel gebied in de provincie. De leden van de 'Commissie van Advies voor de toekenning van de culturele prijzen' worden benoemd door Gedeputeerde Staten.
Het was aanvankelijk de bedoeling de prijs jaarlijks toe te kennen. In 1999 werd besloten de prijs eens in de drie jaar uit te keren, vanaf 2010 wordt de prijs tweejaarlijks toegekend. De prijs valt uiteen in drie categorieën: een individuele prijs, een groepsprijs en een jeugdprijs.

## Ontvangers individuele prijs[2]
- 1955 - Ben van Eysselsteijn
- 1956 - Johan Fabricius, A. Boelens
- 1957 - Erasmus Bernhard van Dulmen Krumpelman
- 1959 - Y.S. Dijkstra
- 1960 - Albert van Giffen, H.J. Prakke
- 1963 - C.A. Legro / J. Poortman
- 1966 - M. Eising, Gerlof Bontekoe, Tjerk Vermaning, Jan Naarding (postuum)
- 1967 - G.C. Helbers
- 1968 - C. Nicolaï-Chaillet, Klaas Smink
- 1972 - P. Brandsma
- 1973 - Henk Boerwinkel
- 1974 - Jaap Rensen en Aleid Rensen-Oosting, Hans Heyting
- 1975 - Max Douwes
- 1976 - Harry de Vroome
- 1977 - Roel Reijntjes
- 1978 - H.D. Broekema
- 1979 - C.A. de Kruif
- 1980 - R. Wester
- 1981 - Beene Dubbelboer
- 1983 - Gerrit Kuipers

- 1985 - Evert Musch
- 1986 - Steven Derksen, L.H. Hadderingh
- 1987 - Gerard Nijenhuis
- 1990 - Marga Kool
- 1992 - Harry Muskee
- 1993 - Jan Hollenbeek Brouwer
- 1994 - Lammert Huizing
- 1995 - Toon Wegner
- 1998 - Willem Stoppelenburg
- 1999 - Wil ter Horst
- 2001 - Dehullu galerie-beeldentuin
- 2004 - Henk Nijkeuter
- 2007 - Sjoerd Wagenaar
- 2010 - Albert Rademaker
- 2012 - Alfred Hafkenscheid
- 2014 - Gerard Stout
- 2016 - Cor Kalfsbeek
- 2018 - Harry Cock
- 2020 - Daniël Lohues
- 2022 - Siemen Dijkstra